# Florina Ilis
Florina Ilis (ur. 26 sierpnia 1968 w Olcea) – rumuńska pisarka, członek Związku Pisarzy Rumuńskich. 

## Życiorys
Florina Ilis urodziła się 4 marca 1942 r. w wiosce Olcea, w okręgu Bihor. Studiowała na Uniwersytecie Babeșa i Bolyaia. Należy do nowej generacji pisarzy tworzących po 2000 roku. Zadebiutowała w 2000 roku kompozycją poezji i japońskiej kaligrafii Haiku și caligrame. Ilustracje do książki wykonała Rodica Frențiu. W 2001 roku wydała Coborârea de pe cruce, a rok później powieść Chemarea lui Matei. 
Sukces literacki odniosła w 2005 roku, po wydaniu powieści Cruciada copiilor. Książka spotkała się z uznaniem zarówno czytelników jak i krytyków literackich. Otrzymała za nią wiele nagród, m.in. nagrodę przyznawaną przez magazyn „Literatura Rumuńska” i Fundację Anonimul, a także nagrodę przyznawaną przez czasopismo „Cuvintul”, nagrodę Radio România Actualități (RRA) oraz nagrodę od Związku Pisarzy Rumuńskich za prozę. W 2007 roku otrzymała nagrodę im. Iona Creangi ufundowaną przez Academia Română. Powieść została przetłumaczona na francuski, włoski, hiszpański, węgierski i hebrajski. W 2010 roku powieść otrzymała nagrodę Courrier International (Paryż) za najlepszą książkę zagraniczną. 
W 2006 roku wydała powieść Cinci nori colorați pe cerul de răsărit i 3 sztuki teatralne Lecția de aritmetică.  W 2012 r. ppublikowała powieść Viețile paralele, która zdobyła wiele nagród literackich: Nagrodę Związku Pisarzy Rumuńskich za prozę, Premiului Naţional de Proză „Ziarul de Iași”, nagrodę Radio România Actualități oraz nagrodę Colloquium Alba Iulia za powieść w języku rumuńskim.
Florina Ilis jest członkiem Związku Pisarzy Rumuńskich.

## Wybrane dzieła
- Haiku și caligrame, 2000
- Coborârea de pe cruce, 2001
- Chemarea lui Matei, 2002
- Cruciada copiilor, 2005
- Fenomenul science fiction în cultura postmodernă. Ficțiunea cyberpunk, 2005
- Cinci nori colorați pe cerul de răsărit, 2006
- Lecția de aritmetică, 2006
- Viețile paralele, 2012
- Cărții numerilor, 2019